# گرن توریسمو (بازی ویدئویی ۲۰۰۹)
گرن توریسمو که همچنین با نام‌های اولیه گرن توریسمو موبایل، گرن توریسمو همراه، و گرن توریسمو ۴.۵ شناخته می‌شود، یک بازی ویدئویی به سبک شبیه‌سازی مسابقه‌ای است که توسط پولی‌فونی دیجیتال توسعه یافته و توسط سونی کامپیوتر انترتینمنت به‌طور انحصاری برای کنسول بازی دستی پلی‌استیشن همراه منتشر شده‌است. گرن توریسمو با فروشی معادل ۴٫۶۷ میلیون نسخه تا سپتامبر ۲۰۱۷، به یکی از پرفروش‌ترین بازی‌های پی‌اس‌پی مبدل شده‌است. این بازی در تاریخ ۱ اکتبر، ۲۰۰۹ به عنوان بازی زمان عرضه برای کنسول پی‌اس‌پی گو منتشر شد.